# 太平路 (太平區)
太平路為臺灣臺中市太平區的重要道路之一，分屬市道136號、區道中102-1線，全路段位於太平區內。大致呈東南－西北向；東南過頭汴坑溪光興隆大橋接興隆路一段，西北過大里溪太平橋接東區振興路。全長約2.4公里。

## 車道數
- 中興路以東（屬中102-1線）：雙向兩車道
- 中興路以西（屬市道136號）：雙向四車道。[2]

## 本道路客運
臺中市公車
| 編號  | 業者     | 路線                     | 行駛區間                                 |
| ----- | -------- | ------------------------ | ---------------------------------------- |
| 3     | 統聯客運 | 東山高中－新烏日車站     | 中興路 - 長億路                          |
| 51    | 豐原客運 | 莒光新城－大坑9號步道    | 中興路 - 振興路                          |
| 249   | 四方客運 | 臺中車站 - 修平科技大學  | 中興路 - 長億路                          |
| 249延 | 四方客運 | 臺中車站 - 朝陽科技大學  | 中興路 - 長億路                          |
| 280   | 豐原客運 | 臺中二中－修平科技大學   | 中興路 - 振興路                          |
| 284   | 台中客運 | 臺中車站 - 修平科技大學  | 十甲東路 - 永豐路，太提西路 - 興隆路一段 |
| 286   | 豐原客運 | 臺中二中－車籠埔－崁頂   | 中興路 - 振興路                          |
| 288   | 豐原客運 | 臺中二中－茅埔           | 中興路 - 振興路                          |
| 289   | 國光客運 | 臺中二中－中興東成功路口 | 振興路 - 永成北路 - 太堤西路 - 鵬儀路    |

## 沿線設施

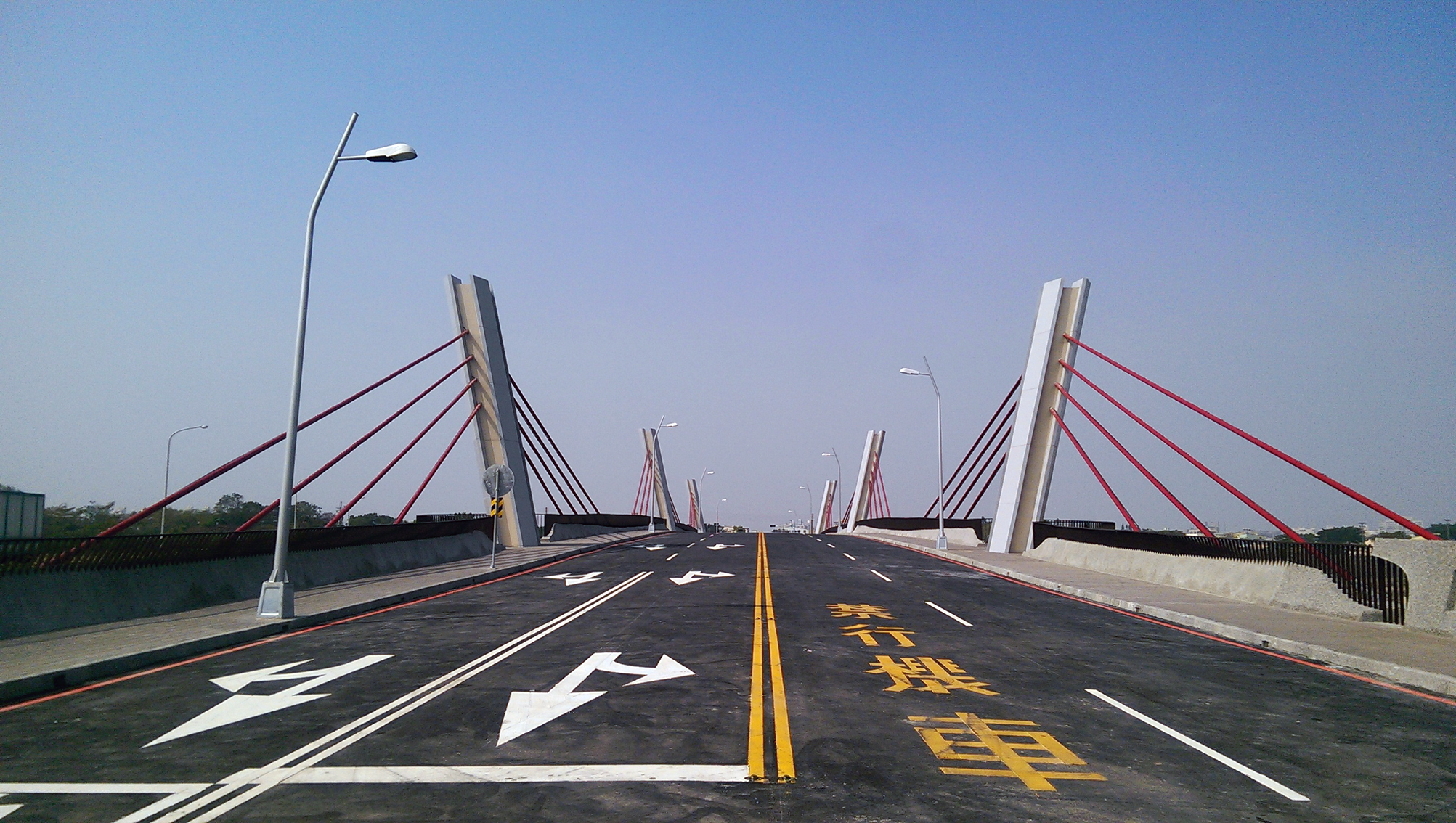
光興隆大橋 新橋

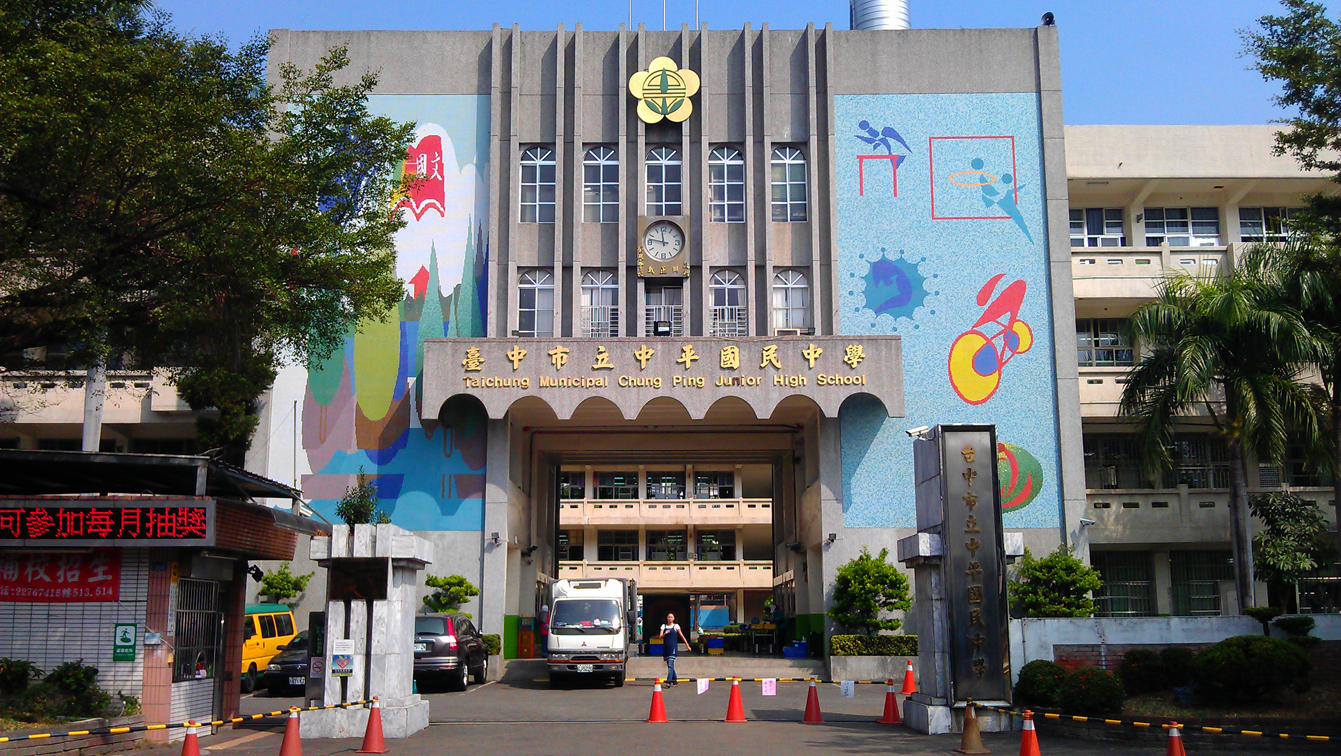
太平路上的市立中平國中

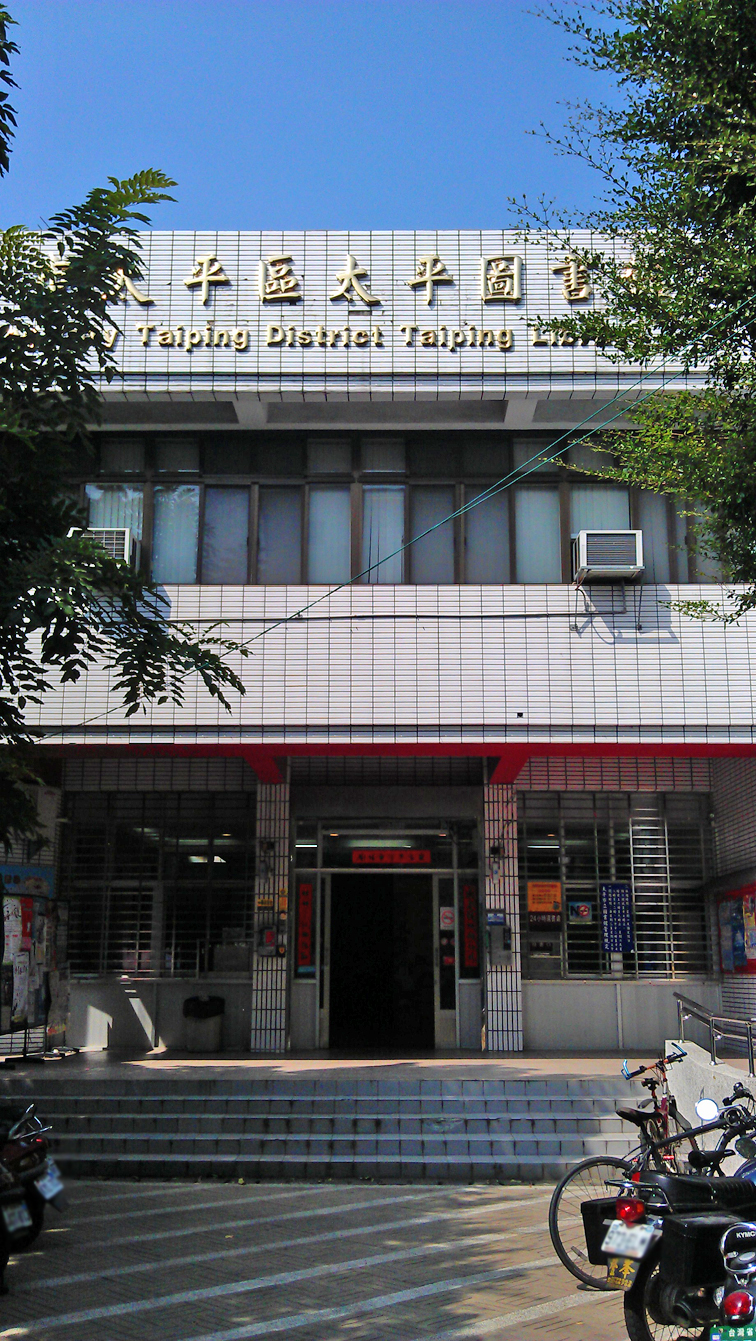
太平路旁的太平區太平圖書館

（由東南到西北）
太平路
太堤東路
頭汴坑溪（光興隆大橋，新橋改線於2015年2月完工通車）
太堤西路
- 九二一震災紀念公園
- 臺中市政府環境保護局太平區清潔隊
- 太平區槌球場、壘球場
- 台中小鎮（臺中市立圖書館太平區太平圖書館、太平區老人會館、長億里活動中心）
- 臺中市立中平國民中學

中平路
- 太平區第一公有零售市場
- 太平區農會

永豐路
中興路
太平路
- 西太平工業帶

大里溪（太平橋）
台74線、環中東路